# Ringo 5.1: The Surround Sound Collection
Ringo 5.1: The Surround Sound Collection — сборник лучших песен Ринго Старра, выпущенный 24 марта 2008 года лейблом Koch. Альбом выпущен на двух дисках: первый — обычный аудио-CD, второй — DVD-Audio-диск с миксами песен в формате объёмного звучания Dolby Digital 5.1. В сборнике представлены лучшие песни с альбомов Старра Ringo Rama (2003) и Choose Love (2005).

## Список композиций
Ведущий вокал во всех песнях — Ринго Старр, кроме указанных особо.
| №   | Название                          | Автор(ы)                                                      | Ведущий вокал             | Длительность |
| --- | --------------------------------- | ------------------------------------------------------------- | ------------------------- | ------------ |
| 1.  | «Fading in Fading Out»            | Ричард Старки, Марк Хадсон, Гэри Бёрр                         |                           | 3:58         |
| 2.  | «Never Without You»               | Ричард Старки, Марк Хадсон, Гэри Николсон                     |                           | 5:25         |
| 3.  | «Choose Love»                     | Ричард Старки, Марк Хадсон, Гэри Бёрр                         |                           | 3:09         |
| 4.  | «Imagine Me There»                | Ричард Старки, Марк Хадсон, Гэри Бёрр                         |                           | 3:57         |
| 5.  | «Oh My Lord»                      | Ричард Старки, Марк Хадсон, Гэри Бёрр, Стив Дудас, Дин Гракал |                           | 5:34         |
| 6.  | «Memphis in Your Mind»            | Ричард Старки, Марк Хадсон, Гэри Бёрр, Стив Дудас, Дин Гракал |                           | 3:14         |
| 7.  | «Give Me Back the Beat»           | Ринго Старр, Марк Хадсон, Гэри Бёрр, Стив Дудас, Дин Гракал   |                           | 3:58         |
| 8.  | «Love First, Ask Questions Later» | Ринго Старр, Марк Хадсон, Гэри Бёрр, Дин Гракал               |                           | 4:46         |
| 9.  | «Don’t Hang Up»                   | Ричард Старки, Марк Хадсон, Гэри Бёрр                         | Ринго Старр, Крисси Хайнд | 3:30         |
| 10. | «Eye to Eye»                      | Ричард Старки, Марк Хадсон, Стив Дудас, Дин Гракал            |                           | 3:21         |
| 11. | «Some People»                     | Ричард Старки, Марк Хадсон, Гэри Бёрр, Стив Дудас, Дин Гракал |                           | 3:21         |
| 12. | «Elizabeth Reigns»                | Ричард Старки, Марк Хадсон, Гэри Бёрр, Стив Дудас, Дин Гракал |                           | 3:55         |

Все песни записаны в формате Dolby Digital 5.1.
| №   | Название                                     | Автор(ы)                                                      | Ведущий вокал                                           | Длительность |
| --- | -------------------------------------------- | ------------------------------------------------------------- | ------------------------------------------------------- | ------------ |
| 1.  | «Fading in Fading Out»                       | Ричард Старки, Марк Хадсон, Гэри Бёрр                         |                                                         | 3:58         |
| 2.  | «Never Without You»                          | Ричард Старки, Марк Хадсон, Гэри Николсон                     |                                                         | 5:25         |
| 3.  | «Choose Love»                                | Ричард Старки, Марк Хадсон, Гэри Бёрр                         |                                                         | 3:09         |
| 4.  | «Imagine Me There»                           | Ричард Старки, Марк Хадсон, Гэри Бёрр                         |                                                         | 3:57         |
| 5.  | «Oh My Lord»                                 | Ричард Старки, Марк Хадсон, Гэри Бёрр, Стив Дудас, Дин Гракал |                                                         | 5:34         |
| 6.  | «Memphis in Your Mind»                       | Ричард Старки, Марк Хадсон, Гэри Бёрр, Стив Дудас, Дин Гракал |                                                         | 3:14         |
| 7.  | «Give Me Back the Beat»                      | Ричард Старки, Марк Хадсон, Гэри Бёрр, Стив Дудас, Дин Гракал |                                                         | 3:58         |
| 8.  | «Love First, Ask Questions Later»            | Ричард Старки, Марк Хадсон, Гэри Бёрр, Дин Гракал             |                                                         | 4:46         |
| 9.  | «Don’t Hang Up»                              | Ричард Старки, Марк Хадсон, Гэри Бёрр                         | Ринго Старр, Крисси Хайнд                               | 3:30         |
| 10. | «Eye to Eye»                                 | Ричард Старки, Марк Хадсон, Стив Дудас, Дин Гракал            |                                                         | 3:21         |
| 11. | «Some People»                                | Ричард Старки, Марк Хадсон, Гэри Бёрр, Стив Дудас, Дин Гракал |                                                         | 3:21         |
| 12. | «Elizabeth Reigns»                           | Ричард Старки, Марк Хадсон, Гэри Бёрр, Стив Дудас, Дин Гракал |                                                         | 3:55         |
| 13. | «I Really Love Her» (бонус-трек в DVD-Audio) | Ричард Старки, Марк Хадсон                                    | все вокальные и инструментальные партии исполняет Ринго | 1:00         |

## Участники записи
Список составлен по сведениям базы данных Discogs.
- Ринго Старр — электроорган (в песнях 9, 11), акустическая гитара (в песне 8 и «I Really Love Her» DVD-Audio), бас-гитара (в песне «I Really Love Her» DVD-Audio), перкуссия (в песнях 1, 2, 4−8, 10−12 и «I Really Love Her» DVD-Audio), барабаны (все песни), электрогитара (в песне 4 и «I Really Love Her» DVD-Audio), клавишные (в песне 2), вокал (в песнях 1, 3−5, 7−12 и «I Really Love Her» DVD-Audio), бэк-вокал (в песне «I Really Love Her» DVD-Audio), слайд-гитара (в песне «I Really Love Her» DVD-Audio)
- Рой Орбисон — труба (в песне 6)
- Ван Дайк Паркс[англ.] — аккордеон (в песне 12)
- Билли Престон — фортепиано (в песне 5), электроорган Hammond (в песне 5)
- Микки Рафаэль[англ.] — бас-гармоника (в песне 12)
- Джон Амато — саксофон (в песне 9)
- Гэри Бёрр[англ.] — акустическая гитара (в песнях 1, 2, 4, 5, 6, 8, 11, 12), бас-гитара (в песнях 5, 10), электрогитара (в песнях 1, 3, 6, 7, 9), бэк-вокал (в песнях 1—9, 11, 12)
- Джек Блейдс[англ.] — бэк-вокал (в песне 10)
- Эрик Клэптон — гитарное соло (в песнях 2, 4)
- Джим Кокс — фортепиано (в песнях 4, 6, 12), электроорган Hammond (в песнях 2, 8)
- Стив Дудас — акустическая гитара (в песне 5), бас-гитара (в песне 6), электрогитара (в песнях 2−8, 10, 11, 12), гитарное соло (в песне 10)
- Грант Гайсман[англ.] — добро (в песне 8)
- Гэри Грант — валторна (в песне 8), труба (в песне 6), труба-пикколо (в песне 12)
- Дэн Хиггинс[англ.] — валторна (в песне 1), саксофон (в песнях 3, 6), флейта (в песне 4)
- Чарли Хейден — контрабас (в песне 4)
- Марк Хадсон — акустическая гитара (в песнях 1, 5, 6, 7, 11, 12), бас-гитара (в песнях 1−4, 7−9, 11), электрогитара (в песнях 1, 6, 7, 9, 10, 12), клавишные (в песнях 4, 5, 12), бэк-вокал (в песнях 1−12), меллотрон (в песне 9), орган Wurlitzer[англ.] (в песне 9)
- Крисси Хайнд — вокал (в песне 9)
- Гэри Николсон — 12-струнная акустическая гитара (в песне 2)
- Роберт Рэндольф — гитара (в песнях 1, 5)
- Пол Санто[англ.] — бас-гитара (в песне 12)
- София Сансери — бэк-вокал (в песне 10)
- Сара Хадсон — бэк-вокал (в песне 10)
- Кристина Рамбли — бэк-вокал (в песне 10)
- Дин Гракал — акустическая гитара (в песне 8)
- Марк Мирандо — электрогитара (в песне 1), бэк-вокал (в песне 3)
- Мерси Гроул — труба (в песне 6)
- Тимоти Б. Шмит[англ.] — бэк-вокал (в песне 6)
- Николь Рене Харрис[англ.] — бэк-вокал (в песне 10)
- The Rose Stone Choir — хоровой вокал (в песне 5)

### Технический персонал
- Ринго Старр — продюсер (все песни)
- Гэри Бёрр — звукоинженер дополнительных наложений (в песнях 1, 3, 5, 7, 9, 11)
- Джим Кокс — аранжировщик (в песне 3), аранжировщик духовых инструментов (в песне 1), аранжировщик струнных инструментов
- Стив Дудас — звукоинженер дополнительных наложений (все песни)
- Марк Хадсон — продюсер (все песни), аранжировщик (в песне 9)
- Роуз Стоун[англ.] — аранжировщик хора (в песне 5)
- Брюс Шугар — звукоинженер (все песни)
- Крис Беллман[англ.] — мастеринг-инженер[англ.]
- Пол Санто — звукоинженер (в песнях 2, 4, 6, 8, 10, 12)
- Кевин Чурко[англ.] — звукоинженер дополнительных наложений (в песнях 1, 3, 5, 7, 9, 11)
- Тим ЛеБланк — звукоинженер дополнительных наложений (в песнях 2, 4, 6, 8, 10, 12)